# Lily Ross Taylor
Lily Ross Taylor (Auburn, 12 agosto 1886 – Bryn Mawr, 18 novembre 1969) è stata una storica statunitense.

## Biografia
Nata in Alabama nel 1886, studiò all'Università del Wisconsin-Madison e conseguì il dottorato di ricerca nel 1912 al Bryn Mawr College con una tesi sui culti religiosi nell'antica Ostia. Dal 1912 al 1927 insegnò al Vassar College e nel 1917 divenne la quarta donna ad essere eletta fellow dell'American Academy in Rome. 
Nel 1927 tornò al Bryn Mawr College come professoressa di Latino e capo del dipartimento di Lettere classiche, diventando poi decana del corso di dottorato nel 1942. Nello stesso anno fu la presidente dell'American Philological Association. Nel 1945 fu eletta membro dell'American Philosophical Society e nel 1951 fu nominata fellow dell'American Academy of Arts and Sciences. Dopo il pensionamento nel 1952, rimase attiva all'American Academy in Rome e come membro dell'Institute for Advanced Study dell'Università Princeton.
Inizialmente la sua ricerca si concentrò sui culti religiosi nell'antica Roma (in particolare ad Ostia e in Etruria), spostando poi la sua attenzione sul culto imperiale nel libro The Divinity of the Roman Emperor, "apprezzato come una delle opere più accurate ed informate su questi argomenti". Successivamente studiò le lotte politiche dell'età di Cesare, mentre dagli anni Quaranta si occupò prevalentemente delle procedure di votazione nel periodo repubblicano medio e tardo.
Morì improvvisamente nel 1969 all'età di 83 anni, investita da una macchina a Bryn Mawr.
Il Museo Civico Archeologico Lily Ross Taylor di Ciciliano si chiama così in suo onore.

## Opere (parziale)
- (EN) Local Cults in Etruria, Roma, Papers and Monographs of the American Academy in Rome, 1923.
- (EN) The Divinity of the Roman Emperor, Middletown, American Philological Association, 1931.
- (EN) Party Politics in the Age of Caesar, University of California Press, 1949.
- (EN) The Voting Districts of the Roman Republic: The Thirty-five Urban and Rural Tribes, Roma, Papers and Monographs of the American Academy in Rome, 1960.
- (EN) Roman Voting Assemblies: From the Hannibalic War to the Dictatorship of Caesar, Ann Arbor, University of Michigan Press, 1966.